# Euphyia sphagnicolor
Euphyia sphagnicolor är en fjärilsart som beskrevs av Max Joseph Bastelberger 1909. Euphyia sphagnicolor ingår i släktet Euphyia och familjen mätare. Inga underarter finns listade i Catalogue of Life.